# Hawaii squadra speciale
Hawaii squadra speciale (Guns) è un film del 1990 diretto da Andy Sidaris. É il quinto film della saga Triple B.

## Trama
Un boss del crimine internazionale organizza un finto omicidio per attirare agenti federali lontano dalle Hawaii nel tentativo di trafficare armi d'assalto dalla Cina al Sudamerica, attraverso le Hawaii.